# Círculo do Reno Inferior-Vestfália

Círculo do Reno Inferior-Vestfália durante a metade do século XVI (após o Tratado Borgonhês de 1548)

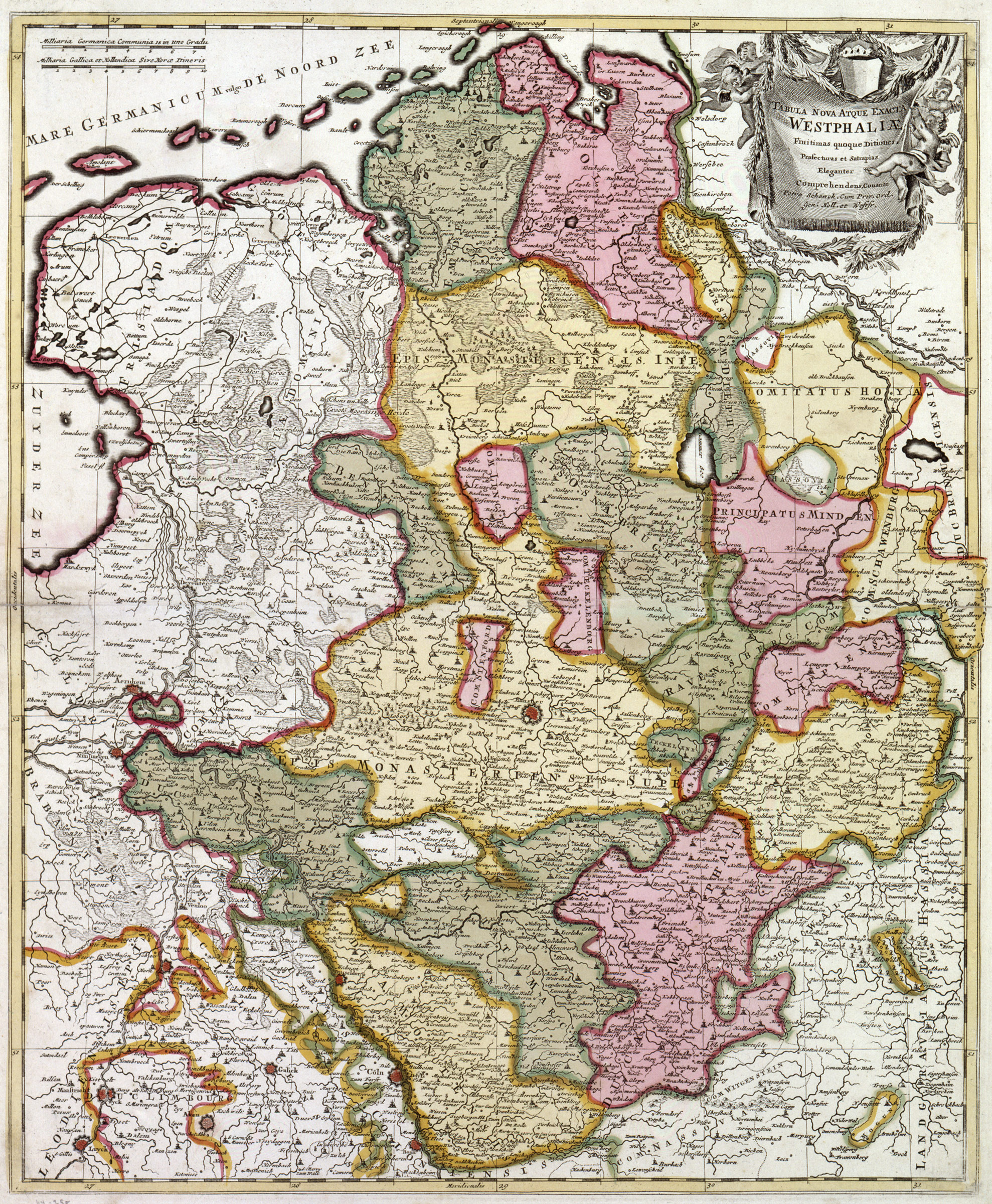
Mapa histórico do Círculo do Reno Inferior-Vestfália de 1710, por Peter Schenk, o Antigo

O Círculo do Reno Inferior-Vestfália (em alemão:  Niederrheinisch-Westfälischer Reichskreis) era um dos Círculos Imperiais do Sacro Império Romano-Germânico. Era composto de territórios do antigo Ducado da Baixa Lorena, Frísia e da Vestfália, parte do antigo Ducado da Saxônia.
O Círculo era composto por pequenos Estados. No entanto, os Condes da Casa de Mark, foram capazes de reunir uma quantidade significativa de territórios que, em 1521, originaram os Ducados Unidos de Jülich-Cleves-Berg. Na região, situava-se também o maior território eclesiástico do Império, o Principado Episcopal de Münster.

## Composição
O círculo foi composto dos seguintes Estados:
| Nome                    | Tipo de Entidade   | Comentários |
| ----------------------- | ------------------ | --- |
| Aachen                  | Cidade Imperial    | Reichsfreiheit Garantido pelo Imperador Frederico I Barbarossa em 1166 |
| Anholt                  | Senhorio           | Antigo território dos Bispado de Utrecht, reichsfreidesde o século XIV, realizada pelos senhores de Gemen, foi para Salm-Salm em 1641 |
| Beilstein               | Senhorio           | Feudo de Trier desde 1488, na posse de Freiherren von Metternich depois de 1635, Reichsgrafen depois de 1679 |
| Bentheim                | Condado            | herdado pelos Freiherren von Steinfurt em 1421, Bentheim-Bentheim desde 1454, novamente feito para Steinfurt em 1530 |
| Berg                    | Ducado             | Elevado a Ducado pelo Rei Venceslau de Luxemburgo em 1380, parte de Jülich-Cleves-Berg de 1521 até 1614, com Jülich para Palatinado-Neuburgo em acordo com o Tratado de Xanten |
| Blankenheim-Gerolstein  | Condado            | Herdado por Manderscheid em 1468 |
| Brakel                  | Cidade Imperial    | Status desafiado pelo Principado Episcopal de Paderborn |
| Cambrai                 | Principado-Bispado | Diocese estabelecida no século VI, Reichsfreiheit concedido pelo rei Henrique II em 1007, Arcebispado de 1559, foi para a França pela 1679 Paz de Nijmegen |
| Cambray                 | Cidade Imperial    | Estatuto desafiado pelos bispos Cambrai, declarada um ducado pelo imperador Maximiliano I de Habsburgo em 1510 |
| Cleves                  | Ducado             | Parte de Jülich-Cleves-Berg de 1521-1614, com Mark e Ravensberg para Brandenburgo de acordo com o Tratado de Xanten |
| Colônia                 | Cidade Imperial    | Estatuto reconhecido pelo imperador Frederico III de Habsburgo em 1475 |
| Corvey                  | Principado-Abadia  | Estabelecido em 815 pelo rei Luís, o Pio |
| Delmenhorst             | Condado            | Estabelecido para o ramo cadete da Casa de Oldemburgo, feito para Oldenburgo em 1436 |
| Diepholz                | Condado            | Estabelecido em 1160, para Brunswick-Lüneburg em 1585 |
| Dortmund                | Cidade Imperial    | tatus de confirmado pelo imperador Frederico II de Hohenstaufen, em 1236 |
| Duisburgo               | Cidade Imperial    | Dado em penhor de Cleves pelo rei Rodolfo de Habsburgo em 1290, finalmente despojada do título Imperial pelo eleitor Frederico Guilherme I de Brandemburgo em 1674 |
| Düren                   | Cidade Imperial    | Status de confirmado pelo imperador Otão III, em 1000, dado em penhor para Jülich pelo Imperador Frederico II de Hohenstaufen em 1241 |
| Frísia Oriental         | Condado            | Elevado a Principado em 1662, foi para a Prússia em 1744 |
| Echternach              | Principado-Abadia  | Estabelecido em 698 por Santo Vilibrordo, imediatismo concedido pelo rei Pepino, o Breve em 751, anexada pela França em 1794 |
| Essen                   | Principado-Abadia  | Estabelecida em 845 pelo Santo Altfrid, imediatismo, provavelmente concedido pelo rei Conrado (911-918), secularizado à Prússia em 1803 |
| Fagnolle                | Senhoria           | Feito para a Casa de Ligne, elevado para município em 1770 |
| Gemen                   | Senhoria           | Feito para os Condes de Holstein-Schauenburg, passou para a Casa de Limburg-Stirum em 1640 |
| Gimborn                 | Senhoria           | Na posse da Casa de Schwarzenberg, Reichsfreiheit concedido pelo imperador Fernando II de Habsburgo, em 1631, elevado a município em 1698, vendido para Johann Ludwig von Wallmoden em 1782                                                                                        |
| Gronsveld               | Senhoria           | Richsfreiheit garantido pelo imperador Maximiliano I de Habsburgo em 1498, elevado a condado em 1588, anexado pela França em 1794 |
| Hallermund              | Condado            | Feudo de Brunswick-Calenberg perto de Springe, elevado a Condado Imperial em 1706 |
| Herford                 | Principado-Abadia  | Convento estabelecido em 789, Imediata Principado-Abadia em 1147, confirmado pelo Imperador Frederico I, o Barbarossa em 1152 |
| Herford                 | Cidade Imperial    | Reichsfreiheit derivada da Abadia de Herford, desafiado por Jülich-Cleves-Berg de 1547, anexada pelo Ravensberg em Brandemburgo em 1652 |
| Holzappel               | Condado            | O ex-possessão Esterau de Nassau, concedido pelo imperador Fernando III de Habsburgo ao seu marechal de campo Peter Melander, em 1643, para Anhalt-Bernburg em 1676 |
| Hoya                    | Condado            | Feudo de Brunswick-Lüneburg a partir de 1519, ramo extinto em 1582 |
| Jülich                  | Ducado             | Reichsfreiheit confirmado pelo Imperador Luís IV de Wittelsbach em 1328, elevado para Ducado pelo imperador Carlos IV do Luxemburgo em 1356, parte de Jülich-Cleves-Berg em 1521-1614, com Ber a Palatinate-Neuburg de acordo com o Tratado de Xanten                              |
| Kerpen e Lommersum      | Senhoria           | Anexada pelo Brabante da Colônia após a Batalha de Worringen de 1288, herdada por Borgonha em 1406 e a Casa de Habsburgo, em 1482, caiu de Jülich em 1710, erguido para o município, em 1712, ganhou Reichsfreiheit em 1786                                                        |
| Kornelimünster          | Principado-Abadia  | Fundada em 814 por São Bento de Aniane |
| Lemgo                   | Cidade Imperial    | Estabelecida a cerca de 1190 pelo senhor Bernardo II de Lippe, Reichsfreiheit verificado pelo Tribunal da Câmara Imperial |
| Liége                   | Principado-Bispado | Estabelecido cerca de 315 pelo santo Materno de Colônia em Tongeren |
| Lingen                  | Condado            | Surgiu a partir de Tecklenburg em 1493, apreendeu como um feudo revertido pelo imperador Carlos V de Habsburgo em 1547, com a Países Baixos Borgonhesa para o rei Filipe II de Espanha em 1555, conquistado pelo príncipe Maurício de Nassau em 1597, herdada pela Prússia em 1702 |
| Lippe                   | Senhoria           | Senhorio estabelecida sobre 1123, elevado a município em 1528, separou Lippe-Alverdissen em 1613 (Schaumburgo-Lippe de 1643), elevado para principado em 1789 |
| Luxemburgo              | Ducado             | Ao círculo da Borgonha em 1512 |
| Manderscheid            | Condado            | Mantida por Schleiden desde 1445, elevado a município imperial pelo Imperador Frederico III de Habsburgo em 1457, herdou Blankenheim-Gerolstein em 1468, Sternberg-Manderscheid de 1780, anexada pela França em 1794                                                               |
| Mark                    | Condado            | Estabelecido cerca de 1160, adquirido Cleves em 1368, parte de Jülich-Cleves-Berg de 1521-1614, com Cleves e Ravensberg de Brandemburgo de acordo com o Tratado de Xanten |
| Myllendonk              | Senhorio           | Reichsfreiheit recuperou em 1700, feito para os Condes de Ostein em 1732 |
| Minden                  | Principado-Bispado | Secularizado de Brandemburgo pela paz de Vestfália, 1648 como o Principado de Minden |
| Moers                   | Condado            | Documentada pela primeira vez em 1186, realizada por Wied desde 1493, dos Condes de Neuenahr em 1519, herdada por Adolf van Nieuwenaar em 1578, por Maurício de Nassau em 1594, a Prússia como principado em 1702                                                                  |
| Münster                 | Principado-Bispado | O bispado estabelecido pelo santo Ludgero cerca de 805, território reichsfrei surgiu em 1180 da Ducado da Saxônia, realizada em união pessoal pelos Wittelsbach príncipes-bispos de Colônia 1612-1650, 1683-1688 e 1723-1801                                                       |
| Nassau-Dillenburg       | Condado            | Surgiu a partir de Nassau, em 1303, desmembrada de Orange em 1559, principado em 1654, herdada por Orange-Nassau em 1739 |
| Nassau-Diez             | Condado            | Antigo Condado de Diez, herdada por Nassau-Dillenburg, em 1386, feito de Nassau-Dillenburg em 1606, Principado de 1654, herdado por Orange em 1702, nome alterado para Orange-Nassau                                                                                               |
| Nassau-Hadamar          | Condado            | Surgiu a partir de Nassau-Dillenburg em 1606, Principado de 1650, linha extinta em 1711, herdada por Orange-Nassau em 1743 |
| Oldemburgo              | Condado            | Fundada em Saxônia após a deposição de Henrique, o Leão em 1180, em união pessoal com a Dinamarca 1667-1773, Elevado para um ducado governado pelo Holstein-Gottorp em 1774 |
| Osnabruque              | Principado-Bispado | |
| Paderborn               | Principado-Bispado | |
| Pyrmont                 | Condado            | |
| Ravensberg              | Condado            | Estabelecido cerca de 1140 fora do antigo condado de Calvelage, feito para Berg desde 1346, parte de Jülich-Cleves-Berg de 1521-1614, com Cleves e Mark Brandenburg de acordo com o Tratado de Xanten                                                                              |
| Reckheim                | Condado            | |
| Reichenstein            | Senhoria           | |
| Rietberg                | Condado            | |
| Salm-Reifferscheid-Dyck | Condado            | status incerto |
| Sayn                    | Condado            | |
| Schaumburgo             | Condado            | |
| Schaumburgo-Hesse       | Condado            | |
| Schaumburgo-Lippe       | Condado            | |
| Schleiden               | Condado            | |
| Soest                   | Cidade Imperial    | |
| Spiegelberg             | Condado            | |
| Stavelot-Malmedy        | Principado-Abadia  | |
| Steinfurt               | Condado            | Bentheim-Steinfurt desde 1454, Reichsfreiheit garantido pelo Imperador Frederico III de Habsburgo em 1486, Conde de Steinfurt em 1495 |
| Tecklenburg             | Condado            | Bentheim-Tecklenburg a partir de 1557 |
| Thorn                   | Principado-Abadia  | |
| Utrecht                 | Principado-Bispado | Mais tarde ao Círculo da Borgonha |
| Verden                  | Principado-Bispado | Secularizada como um principado feito para o Rei da Suécia em 1648 |
| Verden                  | Cidade Imperial    | status incerto |
| Virneburg               | Condado            | |
| Warburg                 | Cidade Imperial    | |
| Werden                  | Principado-Abadia  | |
| Wesel                   | Cidade Imperial    | status incerto |
| Wickrath                | Condado            | |
| Wied                    | Senhoria           | |
| Winneburg               | Senhoria           | |
| Wittem                  | Senhoria           | |